# Bell P-59 Airacomet

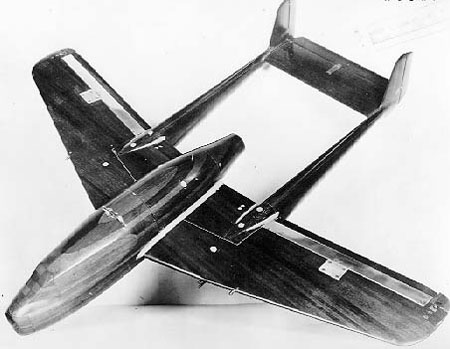
Modello per lo studio in galleria del vento del Bell XP-59

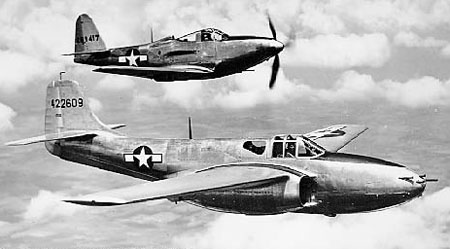
P-59A (S/N 44-22609, prima serie -A model) e un P-63 (S/N 42-69417) in volo

Il Bell-59 Airacomet fu un aereo da caccia a reazione ad ala media sviluppato dall'azienda aeronautica statunitense Bell Aircraft Co. nei primi anni quaranta.
Primo aereo statunitense ad essere dotato di un motore a reazione venne realizzato durante la seconda guerra mondiale e destinato ad equipaggiare gli Squadron da caccia della United States Army Air Forces (USAAF), tuttavia rivelatosi avere prestazioni simili a quelle del P-63 Kingcobra a pistoni annullò il contratto quando meno della metà dei velivoli ordinati erano stati prodotti.
Benché il P-59 non fosse mai stato impiegato in combattimento, l'esperienza acquisita venne riutilizzata dagli statunitensi per sviluppare la successiva generazione di velivoli a getto, inoltre risulta essere il primo caccia turbogetto ad integrare il motore e le prese d'aria dinamiche nella fusoliera.

## Storia del progetto
Nel 1941, l'"intelligence" apprese, con un certo ritardo, che in Germania si stavano compiendo esperimenti concreti su aeroplani con propulsione a razzo e ne informò il Major general Henry (Hap) Arnold, capo di stato maggiore della componente aerea dell'United States Army il quale, a sua volta, ne parlò con il Dr. Vannevar Bush, direttore del National Advisory Committee for Aeronautics (NACA) (la futura NASA). Di conseguenza, già il 25 febbraio l'ente per le ricerche aeronautiche costituì lo Special Committee for Jet Propulsion, sotto la direzione del Dr. Durand; questo comitato cominciò a lavorare in contatto con ricercatori e tecnici dell'Allis-Chalmers, della General Electric e della Westinghouse. Intanto, a seguito dell'accordo di mutua informazione tra Stati Uniti e Regno Unito in fatto di tecnologie per la difesa, il Generale Arnold fu invitato in Inghilterra presso la Power Jets e la Gloster Aircraft Company, per rendersi conto di persona dello stadio di avanzamento dell'attività sul primo aereo a reazione britannico. Il 25 luglio 1941 furono mostrati a una commissione americana i progetti del Gloster F.9/40 (il futuro Meteor) con due motori Rover W.2B. Arnold e le commissioni tecniche dell'United States Army Air Forces furono impressionati dalle promesse del nuovo sistema di propulsione, così, il 4 settembre 1941, fu chiesta la licenza di produzione del turboreattore centrifugo Power Jets (Rover) W.2B, cui fece seguito la richiesta alla General Electric, scelta in base alla sua maggiore esperienza nel campo delle turbine, di 15 motori dello stesso tipo.

### Nasce l'XP-59A
A questo punto, occorreva scegliere la cellula su cui montare i motori a getto. Trattandosi di un programma ad alta priorità e segretezza, si evitò l'appalto e a Wright Field, dove aveva sede lo stato maggiore dell'USAAF, si optò per la Bell Aircraft Corp. Il 5 settembre, Lawrence Bell e il suo direttore tecnico Harland Poyer accettarono con entusiasmo l'incarico. Bell, Poyer, Robert Woods, E.P. Rhodes e Ray Whitman, assieme ad altri 5 ingegneri alle loro dipendenze, già il 30 settembre poterono sottoporre agli organi tecnici dell'USAAF un progetto di massima che fu approvato, con l'assegnazione di un contratto del valore di 1.644.431$ per coprire le prove in galleria del vento e la costruzione di tre prototipi. Per ragioni di sicurezza, al progetto fu assegnata una designazione fittizia, XP-59A, che potesse far pensare a una versione di un precedente XP-59.
La costruzione dei prototipi ebbe inizio nel gennaio 1942, mentre il primo motore General Electric I-A prodotto negli Stati Uniti sotto la direzione di Donald Warner sulla base del W.2B, tra non poche difficoltà tecniche, fu provato il 18 marzo 1942; sulla carta avrebbe dovuto fornire 800 kg di spinta, ma il miglior risultato raggiunto al banco dinamometrico fu di 708 kgf: una volta installato, il motore non ne forniva più di 545 (davvero poco per un jet!). Data l'esigenza di stringere i tempi, già il 26 marzo 1942 l'USAAF ordinò 13 aerei di preserie YP-59A e una cellula destinata alle prove statiche, per un ammontare di 2.670.377,16$. Pur con gli ostacoli frapposti dalle precauzioni per la segretezza, il primo XP-59A fu completato il 12 settembre 1942 in un ex stabilimento automobilistico della Ford di Buffalo, quindi fu smontato e trasferito, con un lungo viaggio via terra, a Muroc Field. Il 26 settembre, i motori furono fatti girare per la prima volta sull'aeroplano completo e il 1º ottobre il collaudatore Robert Stanley poté iniziare i rullaggi veloci, durante i quali l'XP-59A si staccò dalla pista per quattro volte.
Il primo volo avvenne il 2 ottobre, quando Stanley compì un primo volo e il Brigadiere Generale Laurence Craigie ne effettuò un secondo. Il prototipo, nel frattempo o subito dopo, era stato ufficialmente battezzato Airacomet: cometa, col prefisso "Aira" che fino ad allora era stato un marchio di fabbrica della Bell. Il personale a terra, però, lo ribattezzò Miss Fire (la cui pronuncia è uguale a "misfire", mancata accensione), per il comportamento a volte capriccioso dei suoi motori. All'inizio del 1943, furono pronti gli altri due prototipi, mentre sul primo veniva praticato un abitacolo anteriore di fortuna scoperto, per un osservatore che doveva registrare i parametri del volo, lasciando il pilota libero di concentrarsi sui comandi. Quando il secondo prototipo aveva già iniziato i voli, il 15 febbraio 1943, sul Rogers Dry Lake cadde un'insolita quantità di pioggia e per proseguire l'attività il secondo XP-59A fu rimorchiato sullo Hawes Field, pista alternativa del George Field di Victorville; per non dare indizi sulla sua vera natura, il velivolo fu parzialmente coperto da un telone e fornito di un'elica quadripala finta. A Muroc Field in seguito giunsero i primi due aerei di pre-serie e il secondo il 18 agosto 1943 compì il primo volo, ancora con i motori I-A, poi sostituiti dagli I-14B e infine dagli I-16 da 750 kg/s, ridesignati J31-GE-3.
Gli XP-59A, nonostante uno sviluppo relativamente rapido, dimostrarono i problemi comuni a tutti gli aviogetti di prima generazione: motori di spinta nettamente insufficiente, dalla vita utile irrisoria, e una certa instabilità laterale. La velocità massima risultò di 563 km/h a livello del mare e 628 km/h a 9150 m, quindi insufficiente per potersi confrontare con le più recenti realizzazioni a propulsione a elica.

## Impiego operativo
Se è vero che il P-59 fu un caccia fallito, è altrettanto vero che come programma non fu affatto un fallimento, in quanto, pur trattandosi di un progetto così innovatore, l'Airacomet fu costruito senza incontrare gravi problemi e anche la sua attività di volo, sia pure limitata, non fu segnata da troppi incidenti, e quasi mai con la perdita della cellula.
La Bell aveva sperato in una serie di 300 esemplari ma, anche se l'aeroplano fosse stato adeguato ad affrontare un combattimento, la General Electric non avrebbe avuto la capacità di produrre con lo stesso ritmo i propulsori. Per questo motivo il contratto per il P-59A-1 fu formalizzato per 100 esemplari, al prezzo unitario di 123477 $. Visti i risultati delle valutazioni, l'USAAF avrebbe voluto ridurre il quantitativo totale a 39 aeroplani, ma alla fine fu trovato un compromesso tra risparmi e costi di cancellazione del contratto e si arrivò alla richiesta finale di 50 macchine.
A sancire definitivamente l'inidoneità all'assegnazione ai reparti, era stato un ciclo di valutazione durante il quale lo YP-59A era stato confrontato con un P-38J-15 Lightning e un P-47D-20 Thunderbolt, dimostrandosi inferiore sotto quasi tutti i punti di vista. L'unica situazione di vantaggio fu nella "prova dei cerchi", quando l'YP-59A dimostrò di poter compiere la virata di 360° in uno spazio inferiore a quello richiesto dal Lightning. Gli Airacomet entrarono in servizio in diversi reparti sperimentali e nel 412th Fighter Group della 4th Air Force, costituito il 30 novembre 1943 sugli Squadrons 29, 31, 361 e 445, presso i quali i giovani piloti cominciarono a prendere contatto con il sistema di propulsione a getto. Questo permise all'USAAF di famigliarizzare con l'utilizzo di un aereo a getto in attesa dei nuovi e più avanzati modelli che sarebbero stati introdotti di lì a poco.
Nel luglio 1946, l'attività addestrativa fu sospesa e i P-59 dell'USAAF furono avviati alla demolizione, tranne uno; i P-59B dell'US Navy, invece, sopravvissero un po' più a lungo e l'ultimo fu demolito alla fine del 1949.

## Versioni
- XP-59: Bell Model 20. Progetto ancora con motore a pistoni, senza affinità con l'Airacomet.
- XP-59A: Model 27. Tre prototipi. Il primo ha volato il 1º ottobre 1942 con Robert Stanley a Muroc Fields, spinto da due General Electric I-A da 545 kg/s. Fu poi modificato con la creazione di un secondo abitacolo di fortuna.
- YP-59A: 13 esemplari di pre-serie con tettuccio scorrevole e armamento costituito sui primi nove da due cannoni da 37 mm, e sugli ultimi quattro da un cannone e tre mitragliatrici da 12,7 mm. Primo volo il 18 agosto 1943, da parte del secondo esemplare. Nell'ambito del programma di scambio di tecnologie, il terzo velivolo fu inviato alla Gloster, presso la quale fu rimontato, e volò il 28 settembre 1943, pilotato da Frank Helley Jr. della Bell. L'aereo venne immatricolato RJ326/G dalla RAF e affidato al Wing Commander Wilson. Il No.8 e il No.9 furono assegnati all'US Navy; il No.10 divenne un "drone" per sperimentare apparati di radioguida per altri tipi. Il No.13 ebbe il secondo abitacolo e fu adattato al ruolo di "drone director".
- P-59A: Per esteso P-59A-1-BE. Venti esemplari di serie. Questa versione era caratterizzata da estremità alari e sommità della deriva "ritagliate"; inoltre aveva tutte le superfici mobili a rivestimento metallico anziché in tela e una pinna ventrale che facilitava l'uscita dalla vite, oltre ad alcune modifiche di dettaglio. L'ordine dell'11 marzo 1944 di cento esemplari fu ridotto il 10 ottobre dello stesso anno.
- XP-59B: Prevista versione completamente riprogettata, con un solo motore W.2B o I-16 e prese d'aria alla radice delle ali. La Bell era troppo impegnata per portare avanti lo sviluppo e il progetto fu trasferito alla Lockheed, presso la quale fu rielaborato dando vita al P-80.
- P-59B: Per esteso P-59B-1-BE. Dal contratto iniziale per cento P-59A, poi dimezzato, fu deciso di trarre venti P-59A e trenta P-59B. L'ultimo uscì di fabbrica il 27 agosto 1945. Questa versione differiva dalla precedente per l'inserimento nell'ala di due serbatoi flessibili da 250 litri. Tre esemplari furono assegnati all'US Navy.
- XF2L-1: Designazione erroneamente attribuita ai P-59B-1 del NATC di Patuxent River, ma in realtà riservata a due P-63.

Complessivamente, gli esemplari sicuramente completati, inclusi i prototipi, sono stati 61.

## Utilizzatori
Regno Unito
- Royal Air Force

ricevette un esemplare, reimmatricolato RG362/G, in cambio del Gloster Meteor I EE210/G.
 Stati Uniti
- United States Army Air Forces
  - 412th Fighter Group
    - 445th Fighter Squadron
- United States Navy